# Aleksandr Aljabjev
Aleksandr Aleksandrovitj Aljabjev, född 15 augusti 1787, död 6 mars 1851, var en rysk tonsättare.
Aljabjev var egentligen officer och självlärd som musiker. Bland hans omfattande produktion märks sex operor, skådespelsmusik, kammarmusik och en mängd sånger. Bland dessa har främst Solovej (1826, "Näkerergalen), behållit sin popularitet.